# 반동형성
반동형성(反動形成, reaction formation)이란, 불안을 유발하거나 수용되지 못할 감정 혹은 욕구 충동에 대하여, 그것과 정반대되는 경향을 과장되게 만들어냄으로써 이를 억제하는 방어기제를 말한다. 일반적으로 이에 따른 행동은 부자연스럽고 어색하다는 인상을 낳는다. 반동형성은 신경증적 방어기제(neurotic defense mechanism) 3단계(Level 3)에 속하는데, 여기에는 해리(dissociation), 전위(displacement), 주지화(intellectualization), 억압(repression)이 포함된다.

## 이론
반동형성은 다음의 가설에 따른다.
"본능과 그 파생물은 정반대의 것과 한 쌍으로 배열된다. 삶과 죽음, 구축과 파괴, 행동과 수동성, 지배와 복종 등이 그것이다. 본능 중 하나가 직접 혹은 초자아(superego)를 통하여 자아(ego)에 압력을 가함으로써 불안(anxiety)을 발생시키면, 자아는 그 반대의 것에 집중하는 방식으로 그 불쾌한 충동을 다른 곳으로 틀고자 할 것이다. 예를 들어, 한 타인에 대한 혐오로 인해 불안해지면, 자아는 적대감을 감추기 위하여 그 타인에 대한 사랑으로 흐름을 돌리게 할 수 있다.
일반적으로 반동형성이 발생하면, 자아로부터 거절당한 원래의 충동은 사라지지 않고 무의식 속에 유아기적 원형태로 지속된다고 본다. 따라서 사랑이 혐오에 대한 반동형성으로 경험되면, 우리는 혐오를 대체하여 사랑을 느낀다고 말할 수 없다. 왜냐하면 원래의 공격하려는 느낌이 사랑이라는 표면 아래에 여전히 남아 있기 때문이다. 이러한 표면은 혐오를 가려서 이를 알아차리지 못하게 숨긴다.
진단 시에는, 과장(exaggeration), 강박성(compulsiveness), 비유연성(inflexibility)이 관찰되는 곳에서 단순한 감정이 아닌 반동형성의 존재가 감측된다. 예를 들면 다음과 같다.
"반동적 사랑(reactive love)은 사랑을 지나치게 강조한다. 그것은 너무 지나치고 과장되며 보여주기 형식이고 허세에 불과하다. 그리고 ... 늘 쉽게 감지된다. 반동형성의 또다른 특징으로는 강박성(compulsiveness)이다. 불안으로부터 스스로를 지키고 있는 사람은 실제 자기가 느끼고 있는 것과 반대되는 것을 표현할 수 밖에 없다. 예를 들어 그의 사랑은 유연하지 못하다. 이러한 사랑은 진실한 감정이 그런 것처럼 주위 상황을 변화시키는 것에 적응될 수 없다. 오히려 마치 사랑을 보이는 것이 조금이라도 틀어지게 되면 정반대 감정이 표면으로 나올 것이라 생각하여, 끊임없이 사랑을 드러내야 한다.
 반동형성은 이에 대한 지식이 없는 일반 사람들이 보고 이해하기 가장 어려운 방어기제 중 하나로 인식되기도 한다. 이는 가장하는 것이 효과가 있다는 것을 증명할 뿐만 아니라, 여러 형태로 활용될 수 있는 방어수단으로 어디서나 유연하게 사용할 수 있다는 것도 증명한다. 예를 들면 다음과 같다.
"배려(solicitude)는 잔혹성(cruelty)의 반동형성, 결벽(cleanliness)은 호분증(好糞症, coprophilia)의 반동형성일 수 있다."
 그리고 한 정신분석가가 어느 한 내담자의 양심적 병역 기피(pacifism)가 가학성애(sadism)의 반동형성이라고 설명한 것은 어느 정도 알려져 있다. 또한, 
"높은 덕성과 선량은 그에 부응하며 살아가고자 하는 가치가 아니라, 원초적 대상(primitive object) 카텍시스(cathexis, 혹은 심적 부착, 리비도나 심적 에너지 등이 어떤 대상에 집중되는 형상)의 반동형성일 수 있다. 순결(chastity)과 순수(purity)에 대한 로맨틱한 생각은 정제되지 못한 성적 욕구(crude sexual desire)를 가리고 있으며, 이타주의(altruism)는 이기심(selfishness)을 가리고 있을 수 있다. 또한
경건함(piety)은 죄(sinfulness)를 가릴 수 있다."
이 모델에 의하면, 보다 반직관적으로는
"공포증(phobia)은 반동형성의 한 예이다. 사람은 자신이 두려워 하는 것을 원한다. 사람은 그 대상을 두려워하지 않는다. 사람은 대상에 대한 바람(wish for the object)을 두려워 한다. 반동적 공포(reactive fear)는 두려워 하는 바람이 실제로 이뤄지는 것을 막는다.
반동형성이라는 개념은 외적 위협뿐만 아니라 내적 불안을 설명할 때도 사용된다. 스톡홀름 증후군(Stockholm syndrome)이라는 현상에서, 인질 혹은 납치 피해자가 자신들을 통제하는 힘을 가진, 공포스럽고 혐오스런 가해자를 사랑하게 된다. 이와 비슷한 경우로, 나치(Nazi) 수용소의 힘없고 연약한 수용자들이 수용소 경비원들을 좋아하게 되어, 심지어 경비원들이 버리는 물건을 모으기까지 하는 경우도 있다. 반동형성 메커니즘은 강박적 신경증(obsessional neurosis)을 특성으로 한다. 특히 자아 형성 과정에서 이러한 메커니즘이 과용되면, 영속적인 성격 특성(character trait)이 된다. 이는 강박적 성격 소유자나 강박성 인격장애(obsessive personality disorder) 소유자에게서 종종 보인다. 이는 어떤 것의 주기적인 사용(periodic usage)이 모두 강박적인 것을 의미하는 것이 아니라, 그것이 강박적 행동을 야기할 수 있다는 것을 의미한다.

## 사례
반동형성에 따라 유아기의 배변훈련은 소유욕을 낳고, 친절하고 관대한 사람은 마음 속에는 악의와 가학성을 지니고 있을 수 있으며, 입버릇처럼 '미안합니다'를 연발하는 사람은 소유욕이 강하며 인색한 본심을 감추기 위해 그렇게 한다고 한다. 남편의 폭군적 행동은 거세불안에 대한 반동이며, 호언장담은 내심의 허약함에 대한 반동, 뻔뻔스러움은 열등감의 반동, 어버이에 대한 망나니짓은 오이디푸스 콤플렉스에서 나온 반동, 맹목적인 사랑은 증오감의 반동이다.

## 같이 보기
- 방어기제
- 욕구불만
- 주지화